# Kaldbaksbotnur
Kaldbaksbotnur – wieś na wyspie Streymoy, na Wyspach Owczych, licząca obecnie (I 2015 r.) 9 stałych mieszkańców. Kod pocztowy miejscowości FO-185.

## Demografia
Według danych Urzędu Statystycznego (I 2015 r.) jest 107. co do wielkości miejscowością Wysp Owczych.